# Dimmer

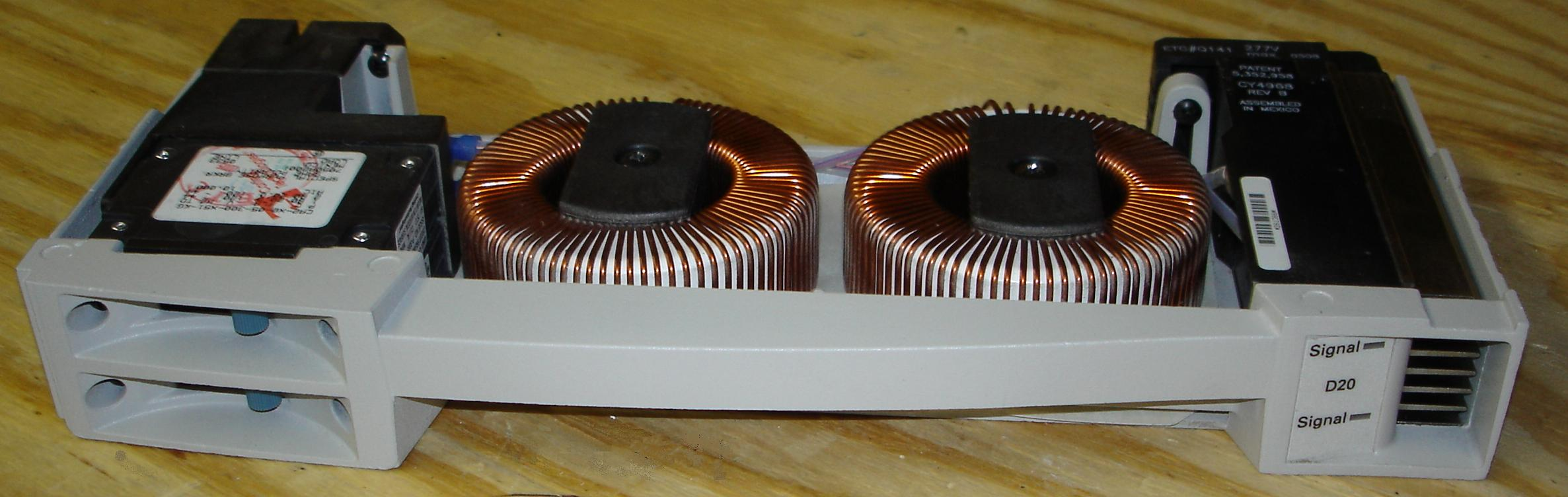
Een standaard dimmer van Electronic Theatre Controls
(ETC)

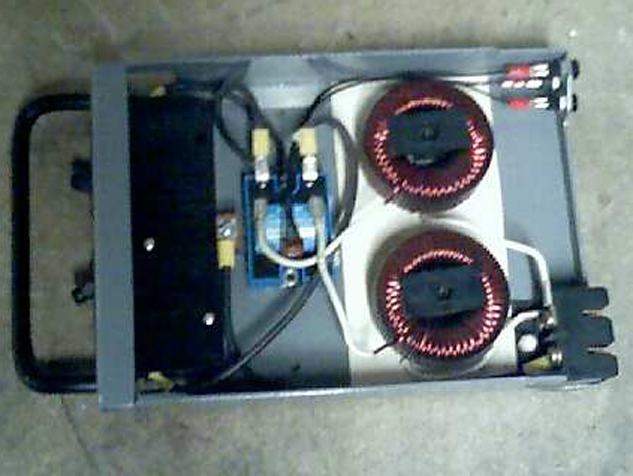
Nog een dimmer, van Colortran

Een dimmer is de verzamelnaam voor toestellen, vooral in het dagelijkse leven gebruikt, die door hun interne opbouw in staat zijn de aangelegde stroom en daarmee gepaardgaande spanning te regelen.
De doorsnee dimmer, veel gebruikt om bijvoorbeeld lichtintensiteit te bepalen, bevat als belangrijkste actieve component een triac die in serie geplaatst wordt met het hoofdcircuit (bijvoorbeeld motorsturing, lamp, enz.). Bij wijzigen van de gate-spanning zal de faseaansnijding van de netspanning veranderen, zodat het gewenste vermogen naar de aangesloten verbruiker wordt doorgestuurd.
Een dimmer heeft een minimaal en maximaal aangesloten vermogen. Dimt men minder dan dit, dan zal de lamp gaan flikkeren, is het vermogen groter, dan kan de dimmer beschadigd raken. Veelal ligt de ondergrens bij 40 of 60 watt.
Voor halogeenlampen achter een conventionele transformator is meestal een ander (duurder) dimmertype nodig; voor lampen achter een elektronische transformator weer een andere ('tronic' dimmer).
Door dimmen daalt het energieverbruik en stijgt de levensduur van de lampen. Het rendement van de lamp neemt echter wel af omdat de hoeveelheid warmte (= verlies) minder snel afneemt dan de hoeveelheid licht. Daarnaast is de kleur van het gedimde licht ook geler. Als permanent minder licht nodig is is het beter om een lamp met minder vermogen te gebruiken.
Voor ohmse belastingen (zoals een lamp) is een inefficiënte manier van dimmen het in serie schakelen van een  regelbare weerstand. Deze weerstand verlaagt de stroom door de lamp en daarmee de lichtopbrengst, maar in de regelbare weerstand wordt vermogen omgezet in warmte. Er is dus zeker nog energiebesparing, maar in verhouding gaat dezelfde lamp met een weerstand als dimmer minder licht geven bij hetzelfde energieverbruik dan een lamp die met een triac wordt gedimd, door de extra warmteproductie in de weerstand, die bij de triac minimaal is.
Een andere wijze van dimmen kan worden gerealiseerd door pulsbreedtemodulatie, waarbij de aan/uit tijd, de duty cycle, van een blokgolfvormige spanning wordt verlengd of verkort.  Dit principe wordt gebruikt bij het dimmen van bijvoorbeeld een ledlamp.